# Pseudokermes armatus
Pseudokermes armatus är en insektsart som först beskrevs av Cockerell 1898.  Pseudokermes armatus ingår i släktet Pseudokermes och familjen skålsköldlöss. Inga underarter finns listade i Catalogue of Life.